# Episodi di The George Burns and Gracie Allen Show (quinta stagione)
La quinta stagione della serie televisiva The George Burns and Gracie Allen Show è stata trasmessa in anteprima negli Stati Uniti d'America dalla CBS tra il 4 ottobre 1954 e il 4 luglio 1955.
| nº | Titolo originale                                              | Titolo italiano | Prima TV USA     | Prima TV Italia |
| -- | ------------------------------------------------------------- | --------------- | ---------------- | --------------- |
| 1  | George Invites Critics to Watch First Show of Season          |                 | 4 ottobre 1954   |                 |
| 2  | Gracie Goes to the 'Do It Yourself' Show                      |                 | 11 ottobre 1954  |                 |
| 3  | Gracie Gives Wedding in Payment of a Favor                    |                 | 18 ottobre 1954  |                 |
| 4  | Gracie Gives a Baby Shower for Virginia Beasley               |                 | 25 ottobre 1954  |                 |
| 5  | Auto License Bureau/George Becomes an Author                  |                 | 1º novembre 1954 |                 |
| 6  | George Trying to Keep Doctor's Appointment                    |                 | 8 novembre 1954  |                 |
| 7  | Gracie Thinks She and George Are Moving to New York           |                 | 15 novembre 1954 |                 |
| 8  | Shoplifter and the Missing Ruby Clip                          |                 | 22 novembre 1954 |                 |
| 9  | Gracie Saves Blanche's Marriage                               |                 | 29 novembre 1954 |                 |
| 10 | Burnses & Mortons Going to Hear Antonelli Concert             |                 | 6 dicembre 1954  |                 |
| 11 | George Gets Call from Unknown Victor                          |                 | 13 dicembre 1954 |                 |
| 12 | Harry Morton's Alumni Banquet                                 |                 | 20 dicembre 1954 |                 |
| 13 | Gracie Thinks Bob Cummings Is in Love with Her                |                 | 27 dicembre 1954 |                 |
| 14 | George's Mother-in-Law Trouble                                |                 | 3 gennaio 1955   |                 |
| 15 | George and the Glendale Eagle Publicity Stunt                 |                 | 10 gennaio 1955  |                 |
| 16 | No Seats for Friar's Club Dinner                              |                 | 17 gennaio 1955  |                 |
| 17 | Blanche and Clara Bagley Leave Their Husbands                 |                 | 24 gennaio 1955  |                 |
| 18 | Gracie Gets a Valet for George                                |                 | 31 gennaio 1955  |                 |
| 19 | Vanderlip Leaves His Parakeet with George                     |                 | 7 febbraio 1955  |                 |
| 20 | Blanche's Brother, Roger the Moocher, Visits                  |                 | 14 febbraio 1955 |                 |
| 21 | George and the Missing Five Dollars and Missing Baby Pictures |                 | 21 febbraio 1955 |                 |
| 22 | Gracie Becomes a Portrait Artist After Museum Visit           |                 | 28 febbraio 1955 |                 |
| 23 | George and the 14-Karat Gold Trombone                         |                 | 7 marzo 1955     |                 |
| 24 | The Romance of Harry Morton and Countess Braganni             |                 | 14 marzo 1955    |                 |
| 25 | The Mistaken Marriage of Emily Vanderlip and Roger            |                 | 21 marzo 1955    |                 |
| 26 | Gracie Adopts Great Dane Dog                                  |                 | 28 marzo 1955    |                 |
| 27 | Gracie Tries to Select George's Next Wife                     |                 | 4 aprile 1955    |                 |
| 28 | Gracie Gets a Ticket 'Fixed' by the Judge                     |                 | 11 aprile 1955   |                 |
| 29 | Gracie Hires a Safecracker for Her Wall Safe                  |                 | 18 aprile 1955   |                 |
| 30 | Gracie Consults Dr. Kirby's Problem Clinic                    |                 | 25 aprile 1955   |                 |
| 31 | Gracie Wants the House Painted                                |                 | 2 maggio 1955    |                 |
| 32 | Gracie Plays Talent Scout for Imitator                        |                 | 9 maggio 1955    |                 |
| 33 | Gracie & George Try for a Day at the Beach                    |                 | 16 maggio 1955   |                 |
| 34 | The Uranium Caper                                             |                 | 23 maggio 1955   |                 |
| 35 | Blanche and Brother Roger Move in with the Burnses            |                 | 30 maggio 1955   |                 |
| 36 | Gracie Believes George Has a Criminal Record                  |                 | 6 giugno 1955    |                 |
| 37 | Gracie Gets an Extension Visa for Jeanette Duval              |                 | 13 giugno 1955   |                 |
| 38 | Gracie Tries to Cure Roger of Amnesia                         |                 | 20 giugno 1955   |                 |
| 39 | Lucille Vanderlip Gives a Barbeque Party                      |                 | 27 giugno 1955   |                 |
| 40 | The Burnses and Mortons Going to Hawaii                       |                 | 4 luglio 1955    |                 |